# Fiumi dell'Uruguay

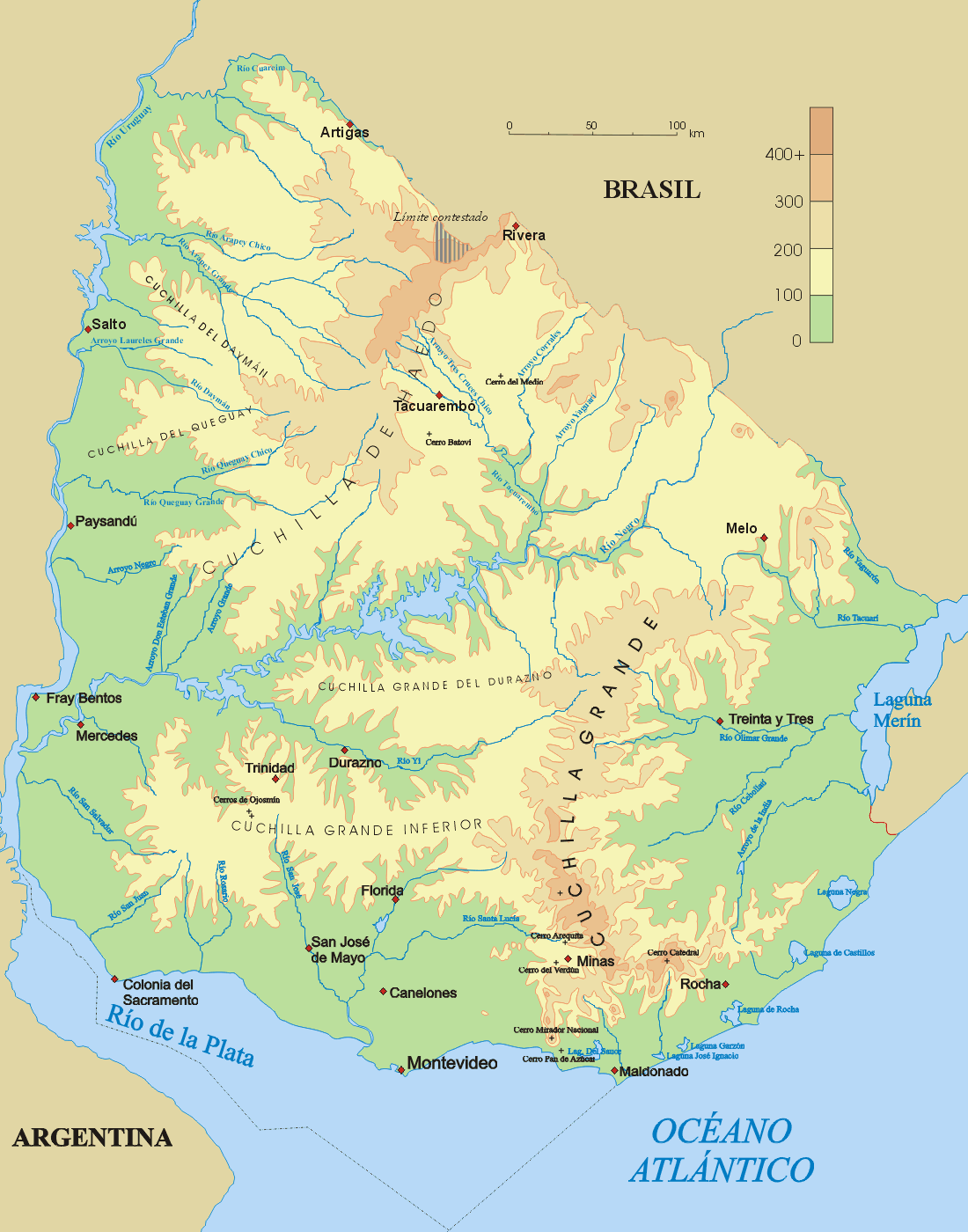
Carta fisica dell'Uruguay in cui sono individuabili i fiumi principali

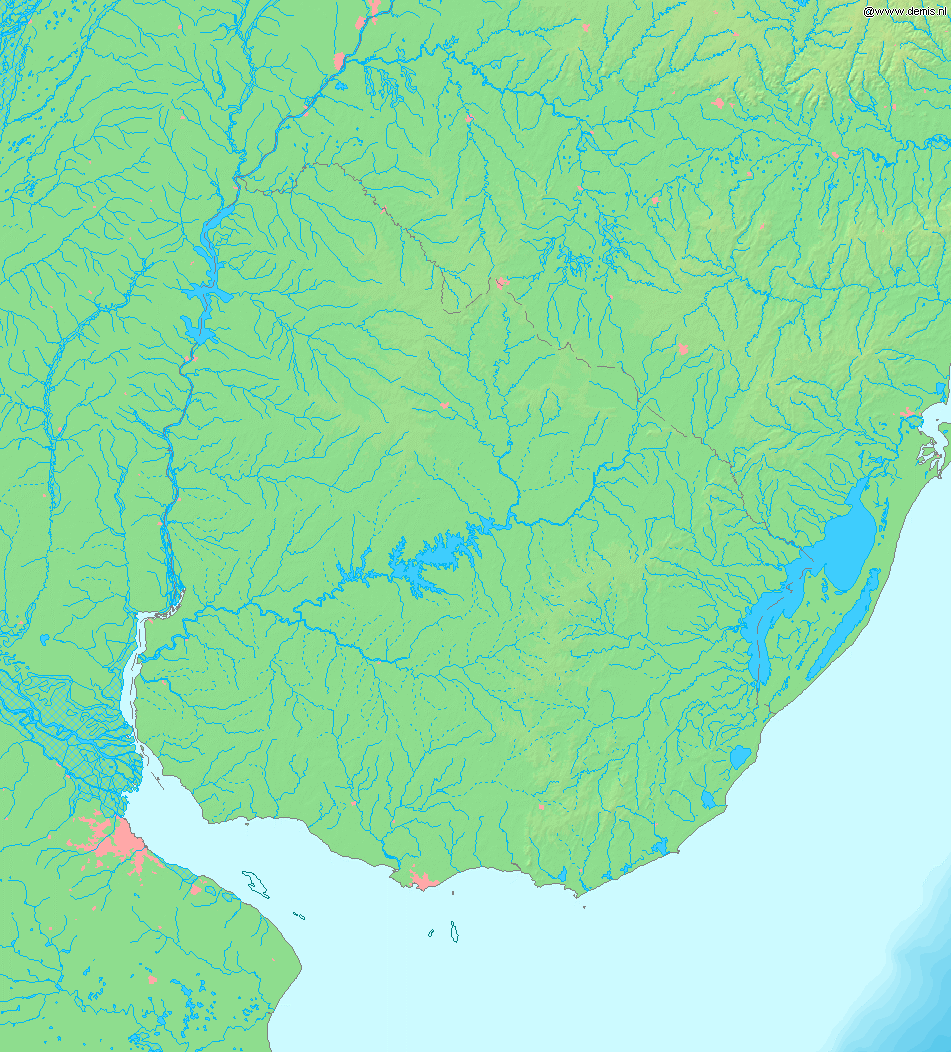
Carta idrografica dell'Uruguay. Tratteggiato in grigio il confine dello Stato

I fiumi dell'Uruguay, elencati in questa lista, si possono raggruppare in tre diversi insiemi in base a dove sfociano. La maggior parte si immette nel Río de la Plata. Altri sfociano nella Laguna Mirim. Un terzo gruppo, infine, è composto da ruscelli (arroyo in lingua spagnola) e piccoli corsi d'acqua che finiscono direttamente nell'Atlantico o in lagune minori.

## Río de la Plata
- Uruguay
  - San Salvador
  - Río Negro
    - Arroyo Grande
    - Yi
      - Porongos
      - Chamangá

    - Tacuarembó
      - Caraguatá

  - Queguay Grande
    - Queguay Chico

  - Daymán
  - Arapey Grande
    - Arapey Chico

  - Cuareim

- San Juan

- Rosario

- Santa Lucia
  - San José
  - Santa Lucía Chico

## Laguna Mirim
- Río San Luis

- Arroyo de la India Muerta

- Cebollatí
  - Olimar Grande
    - Olimar Chico

- Tacuarí

- Río Yaguarón

## Lagune minori o Oceano Atlantico
- Arroyo Maldonado

- Arroyo José Ignacio